# Madredeus
Madredeus es un grupo musical portugués, formado en 1985 en Lisboa. Su música combina la tradición portuguesa, el fado y la música folclórica.

## Historia
En 1985 Pedro Ayres Magalhães y Rodrigo Leão, amigos y colegas musicales, deciden crear un nuevo grupo musical de raíces portuguesas, pero sin recurrir a los fados. Por aquel entonces, ambos estaban inmersos en otros grupos (Pedro en Herois do mar, Rodrigo en Sétima legião), pero buscaban nuevos horizontes en expresión musical y artística. Pronto se unieron dos amigos más: Gabriel, experto en acordeón, y Francisco Ribeiro, un violonchelista con gran capacidad vocal. Sin embargo, al grupo le faltaba algo, un elemento inspirador de aquellas canciones que hablaban del mar, de la tierra, de sueños. Hicieron muchas audiciones, pero no encontraron a nadie y, ya por vencidos, Rodrigo y Francisco decidieron descansar en una taberna del Barrio Alto, lugar típico de encuentro de jóvenes en Lisboa. Allí se encontraron una voz y con la fuente de inspiración de Madredeus, una joven de diecisiete años llamada Teresa Salgueiro, que cantaba fados por pura diversión. Fue el principio de todo.
El nombre del grupo viene dado del lugar de ensayo, el Teatro Ibérico al lado del Convento de Madre de Deus, en la zona oriental de la ciudad de Lisboa. Al principio de tocar, la gente que iba a los ensayos decía "¿me puedes llevar hasta Madredeus, al concierto?" y poco a poco fue derivando hacia "me llevas a Madredeus", quedándose así como nombre definitivo del grupo.

## Discografía

### Os dias de Madredeus
Su primer disco, grabado en directo en ese mismo lugar, es emotivo, juvenil, rudimentario y encantador. La voz joven de Teresa sorprende por su emotividad y expresión, dando fuerza a unas canciones bellas y sencillas, pero llenas de fuerza, destacando "A vaca do fogo", "O Brasil", tarareada pero no cantada, la instrumental "As montanhas"...

### Existir
El segundo disco, grabado ya en estudio, contiene la misma fuerza y sencillez, aunque en "O Pastor", tema clásico de Madredeus, la letra de tintes metafísicos y surrealistas diga lo contrario. Cabe destacar la canción a dúo entre Teresa y Francisco "Matinal", donde la potencia del violonchelista contrasta con la aguda (y cada vez más afinada) voz de Teresa. Es entonces, después de grabar el doble disco en directo Lisboa, con colaboraciones como la del gran guitarrista Carlos Paredes y un ambiente de absoluta devoción, cuando Teresa decide realizar clases de canto. Pero, según ella "aquello era cambiar totalmente, ser cantante o pertenecer a Madredeus y decidí lo segundo", así que continuó con su estilo, cada vez más depurado, con una voz que crecía por momentos y un estilo único, definido muchas veces como una barca en medio del mar, de suave balanceo.

### AindayO espírito da paz
Hay un punto de inflexión durante los años 1995-96, debido la actuación del grupo en el film Lisbon Story de Wim Wenders, con su correspondiente banda sonora "Ainda", y el siguiente disco del grupo, O espíritu da paz, considerado por muchos su mejor disco La gran fama alcanzada por el filme hace que su música sea más conocida y difundida; a la vez, se produce la marcha de Rodrigo Leão (dedicado desde entonces a sus propias composiciones), Gabriel Gomes y Francisco Ribeiro. 
El grupo pasa entonces a tener tres guitarras (clásica, acústica y bajo) y teclados, se centra más en la figura de Teresa como eje del grupo y Pedro Ayres pasa a tener la dirección del grupo, incluyendo la artística. "O espírito da paz", con temas como "Vem" (con vídeoclip de Wenders), "O Mar", o la oración "Pregão" con Teresa y Francisco, les lleva a un reconocimiento de público y crítica, antes desconocido; ya no son el grupo de jóvenes con un proyecto corto, ahora las miras son más altas, hay proyectos paralelos de los miembros del grupo y ganas de experimentar.
Moonspell, grupo de metal portugués, versiona "Os senhores da guerra" (canción original de Madredeus, incluida en el disco "O espírito da paz"), y, en 2001, la publica en su disco "Darkness and Hope".

### O ParaísoyO Porto
O Paraíso (1997) y su posterior directo O Porto (2000) confirman la nueva formación, las bases de la música y la imagen del grupo, queriendo olvidar un poco la imagen de mujer a la espera de las canciones y confirmando a Teresa Salgueiro como la gran voz de la música portuguesa, de registros amplios y evocación cuasi mariana, con un poder de escenificación que la hace ser la referencia en entrevistas y conciertos. 

### MovimentoyEuforia
Aprovechando su maternidad, Teresa y el grupo se dan un respiro hasta su nuevo disco Movimento e indagan en nuevos terrenos, ya sea en electrónica ("Electrónico", con remixes de Télépopmusik o Craig Amstrong, incluyendo la campaña para Greenpeace con la versión electrónica de "Anseio") o con la Orquesta Sinfónica de Brujas, editando "Euforia" con DVD incluido del momento de la grabación. Una gira con orquesta verifica esta apuesta, muy bien realizada y con la voz de Teresa en plena armonía, con absoluto lleno de público y una crítica que, si bien empieza a dudar del movimiento que anuncian, se entrega por completo a Teresa.

### Um amor infinitoyFalúas do Tejo
Um amor infinito es su siguiente disco, dividido en dos partes para publicar, seguido de Falúas do Tejo. Con estos discos, Madredeus, ya en plena madurez artística, quiere ofrecer un homenaje a su ciudad, la evocadora Lisboa, ofreciendo pequeñas lindezas como "Lisboa Rainha do Mar", "O cais distante" (con letra de Rui Machado, poeta azoriano marido de Teresa) o "Palabras Ausentes". Muchos críticos dudan de la continuidad de Madredeus, a los que achacan falta de ideas novedosas, pero estos dos discos se sitúan en las primeras posiciones de los rankings. Su público se mantiene fiel a la fórmula creada, la música profesional, bien tocada e identificativa de Madredeus, pero, sobre todo, a la mágica y penetrante voz de Teresa que, sin estridencias, sabe llegar muy dentro de quien la escucha.
En el año 2006 deciden tomarse el 2007 como año sabático, no sin antes publicar un DVD con el Ballet Contemporáneo de Lisboa llamado "Mar" y grabado en 2006. La propuesta es original y bien realizada, con los bailarines envolviendo a Teresa Salgueiro mientras canta, elevándola entre ellos.

## A banda cósmica
El 28 de noviembre de 2008 Teresa Salgueiro, Fernando Judice y José Peixoto anunciaron su salida de la agrupación, lo cual tomó por sorpresa al resto de los integrantes del grupo. En 2008 Pedro Ayres Magalhaes y Carlos Maria Trindade decidieron grabar un nuevo disco llamado Metafonía, en el que reunieron un ensamble de músicos que denominaron A banda cósmica. Fue integrado por los músicos Rita Damásio y Mariana Abrunheiro (voces) Ana Isabel Dias (arpa), Ruca Rebordão (percusión), Sérgio Zurawski (guitarra eléctrica), Gustavo Roriz (bajo y contrabajo), Babi Bergamini (batería) y Jorge Varrecoso (violín). Este último fue sustituido por Antonio Barbosa, quien decidió continuar la agrupación. 
A finales de 2009 publicaron el disco A Nova Aurora; en 2012, Essência.

## Madredeus con Beatriz Nunes

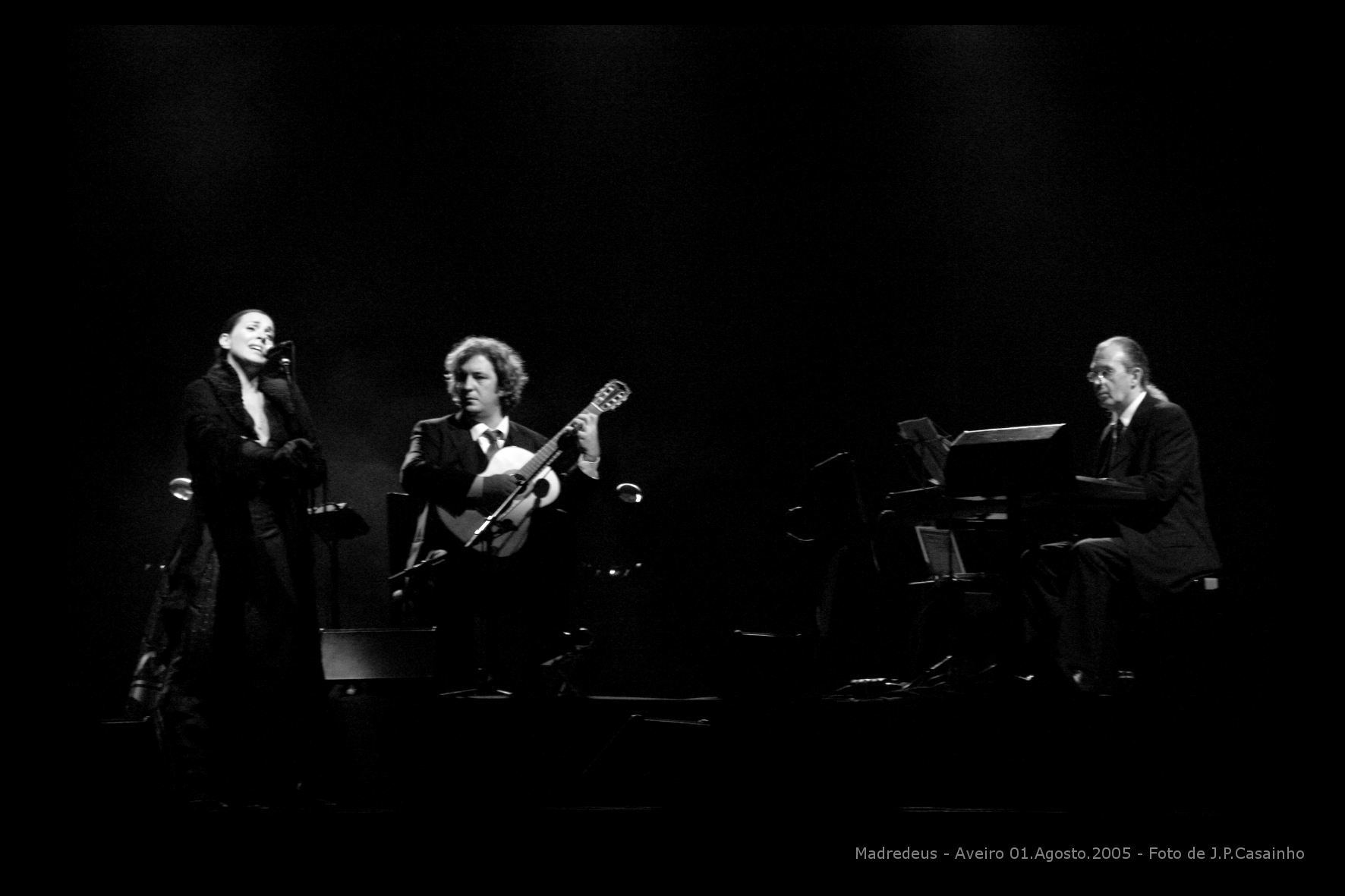
Madredeus en Aveiro en 2005.

A fines de 2011 se anuncia una nueva etapa de Madredeus. La nueva formación mantiene a Pedro Ayres Magalhães (guitarra clásica) y a Carlos Maria Trindade (sintetizadores), incorporando a Jorge Varrecoso (violín), António Figueiredo (violín), Luís Clode (violonchelo) y a Beatriz Nunes en la voz. El 2 de abril del mismo año lanzan Essência, con el que pretenden celebrar los 25 años de carrera del grupo con arreglos de algunos de sus temas clásicos.

### Essência
Supuso la prueba de fuego de Beatriz Nunes, que retomó temas que se hicieron famosos en la característica voz de Teresa Salgueiro. Le acompaña un sonido de formación clásica de cámara que reinterpreta la textura más original del grupo, de raíz popular, pero sin alterar la estructura de los temas. Sin embargo, el resultado no es óptimo. Por lo menos para los seguidores de este grupo desde sus orígenes. 

### Capricho Sentimental
Lanzado en Portugal el 30 de octubre de 2015, de nuevo con la voz de Beatriz Nunes, pero con una nueva formación que incorpora a Ana Isabel Dias en el arpa, Pedro Ayres Magalhães en la guitarra, Carlos Maria Trindade a los sintetizadores y Luís Clode de nuevo tocando el violonchelo, y prescinde de los violines del anterior disco. La grabación consta de catorce nuevas canciones, de las cuales once son de Pedro Ayres Magalhães y las otras cuatro de Carlos Maria Trindade.

### The Spirit of Lisbon: The Very Best of Madredeus
En 2012 "Demon Music" y "Nascente" publicaron el compilado "The Spirit of Lisbon: The Very Best of Madredeus", un álbum doble que incluía 30 temas. El primer CD se denominaba "Fado & Folk", mientras que el segundo CD se titulaba "Movimento Electronico".

## Miembros actuales del grupo
- Beatriz Nunes – voces (desde 2012)
- Pedro Ayres Magalhães – guitarra clásica (desde 1985)
- Carlos Maria Trindade – teclado (desde 1995)
- Jorge Varrecoso – violín (desde 2012)
- António Figueiredo – violín (desde 2012)
- Luis Clode – violonchelo (desde 2012)